# MTV Movie Awards 2000
9. gala MTV Movie Awards odbyła się 3 czerwca 2000 roku. Prowadzącym uroczystość była Sarah Jessica Parker.

## Nominacje

### Najlepszy film
- Matrix
- American Beauty
- American Pie
- Austin Powers: Szpieg, który nie umiera nigdy
- Szósty zmysł

### Najlepszy aktor
- Keanu Reeves – Matrix
- Adam Sandler – Super tata
- Ryan Phillippe – Szkoła uwodzenia
- Jim Carrey – Człowiek z księżyca
- Bruce Willis – Szósty zmysł

### Najlepsza aktorka
- Sarah Michelle Gellar – Szkoła uwodzenia
- Ashley Judd – Podwójne zagrożenie
- Drew Barrymore – Ten pierwszy raz
- Julia Roberts – Uciekająca panna młoda
- Neve Campbell – Krzyk 3

### Najlepsza rola przełomowa - Aktor
- Haley Joel Osment – Szósty zmysł
- Wes Bentley – American Beauty
- Jason Biggs – American Pie
- Jamie Foxx – Męska gra
- Michael Clarke Duncan – Zielona mila

### Najlepsza rola przełomowa - Aktorka
- Julia Stiles – Zakochana złośnica
- Shannon Elizabeth – American Pie
- Hilary Swank – Nie czas na łzy
- Selma Blair – Szkoła uwodzenia
- Carrie-Anne Moss – Matrix

### Najlepszy ekranowy zespół
- Mike Myers i Verne Troyer – Austin Powers: Szpieg, który nie umiera nigdy
- Dylan Sprouse, Adam Sandler i Cole Sprouse – Super tata
- Keanu Reeves i Laurence Fishburne – Matrix
- Haley Joel Osment i Bruce Willis – Szósty zmysł

### Najlepszy czarny charakter
- Mike Myers – Austin Powers: Szpieg, który nie umiera nigdy
- Sarah Michelle Gellar – Szkoła uwodzenia
- Christopher Walken – Jeździec bez głowy
- Ray Park – Gwiezdne wojny: część I – Mroczne widmo
- Matt Damon – Utalentowany pan Ripley

### Najlepszy występ komediowy
- Adam Sandler – Super tata
- Jason Biggs – American Pie
- Mike Myers – Austin Powers: Szpieg, który nie umiera nigdy
- Ice Cube – Następny piątek
- Parker Posey – Krzyk 3

### Najlepszy filmowy pocałunek
- Sarah Michelle Gellar i Selma Blair – Szkoła uwodzenia
- Chloë Sevigny i Hilary Swank – Nie czas na łzy
- Drew Barrymore i Michael Vartan – Ten pierwszy raz
- Katie Holmes i Barry Watson – Jak wykończyć panią T.?

### Najlepsza scena akcji
- Keanu Reeves i Laurence Fishburne – Matrix
- Mike Myers i Verne Troyer – Austin Powers: Szpieg, który nie umiera nigdy
- Edward Norton – Podziemny krąg
- Liam Neeson, Ray Park i  Ewan McGregor – Gwiezdne wojny: część I – Mroczne widmo

### Najlepsza muzyczna scena
- Matt Stone i Trey Parker – Miasteczko South Park
- Heath Ledger – Zakochana złośnica
- Verne Troyer i Mike Myers – Austin Powers: Szpieg, który nie umiera nigdy
- Jude Law i  Matt Damon – Utalentowany pan Ripley

### Najlepszy nowy twórca
- Spike Jonze – Być jak John Malkovich